# Наї-Мокулуа

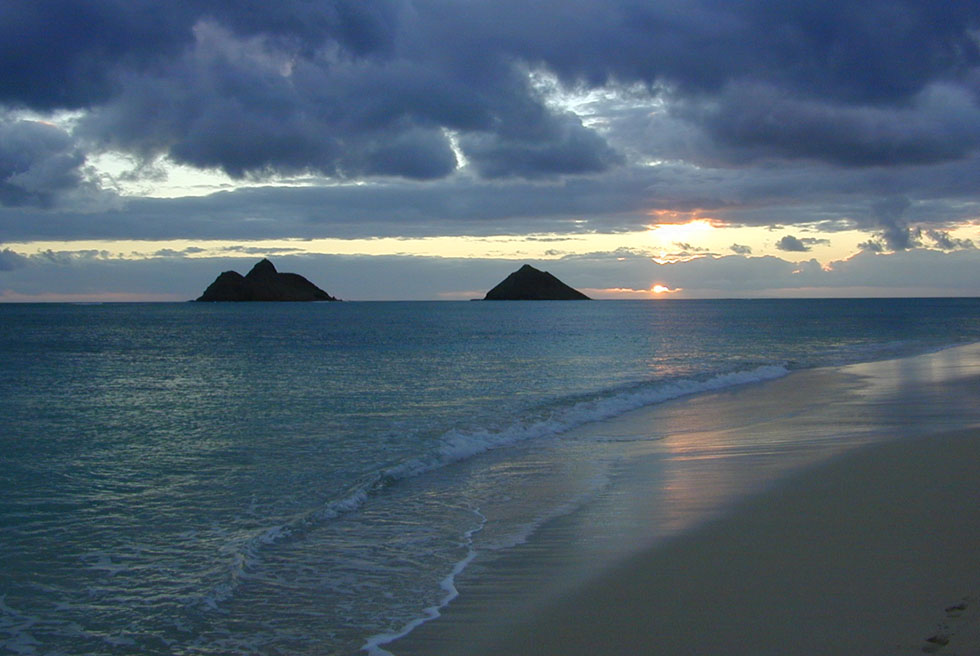
Nā Mokulua as seen from Lanikai Beach at dawn

Наї-Мокулуа (англ. Nā Mokulua (мовою гавайців «Два Острови»)) — два острівці з навітряного боку Оаху, неподалік від Пляжу Ланікай (англ. Lanikai Beach).
Більший острівець — Моку-Нуї (англ. Moku Nui) і менший — Моку-Ікі (англ. Moku Iki)
Наї-Мокулуа — державний заповідник (англ. sanctuary) птахів.

## Інтернет-ресурси
- Nā Mokulua im Offshore Islet Restoration Committee (англ.)